# Sundwiesen Fehmarn
Sundwiesen Fehmarn este o arie protejată (arie specială de conservare — SAC, sit de importanță comunitară — SCI) din Germania întinsă pe o suprafață de 35 ha, integral pe uscat.

## Localizare
Centrul sitului Sundwiesen Fehmarn este situat la coordonatele 54°24′22″N 11°07′39″E / 54.4061°N 11.1275°E.

## Înființare
Situl Sundwiesen Fehmarn a fost declarat sit de importanță comunitară în septembrie 2004 pentru a proteja 1 specie de plante și 1 specie de animale. Situl a fost protejat și ca arie specială de conservare în ianuarie 2010.

## Biodiversitate
Situată în ecoregiunea continentală, aria protejată conține 7 habitate naturale: Lagune de coastă, Vegetație anuală la limita mareei, Pășuni atlantice udate de apa mării (Glauco-Puccinellietalia maritimae), Dune mobile cu vegetație embrionară, Dune mobile de-a lungul țărmului cu Ammophila arenaria („dune albe”), Dune de coastă fixe cu vegetație erbacee („dune gri”), Liziere de ierburi înalte hidrofile de câmpie și de nivel montan până la alpin.
La baza desemnării sitului se află mai multe specii protejate:
- plante (1): Apium repens
- amfibieni (1): triton cu creastă (Triturus cristatus)